# 古今亭ぎん志
古今亭 ぎん志（ここんてい ぎんし、1974年11月26日 - ）は、東京都世田谷区出身の落語家。落語協会所属の真打。出囃子は『銀のぴらぴら』（二ツ目までは『サッちゃん』）。紋は『梅』。小説家の上遠野浩平は従兄弟にあたる。

## 経歴
- 岩手リハビリテーション学院卒業後、理学療法士免許を取得[3]。
- 2000年4月 - 法政大学人間環境学部に社会人入試で入学[3]。大学の学友に歌手の庄野真代[4]。
- 2004年6月 - 法政大学人間環境学部卒業後、初代初音家左橋に入門「初音家 左吉」。
- 2005年1月 - 前座修行開始。髪型は前座時代から現在までリーゼントスタイル。
- 2008年3月 - 二つ目昇進。
- 2019年9月 - 真打に昇進、「古今亭ぎん志」と改名。

## 人物
- 五代目円楽一門会の両国寄席にも出演している。
- 2代月の家小圓鏡と二人会を開いている。
- 二ツ目時代から、毎年正月初席は名古屋・大須演芸場に落語と獅子舞で出演している。